# Sacrificiu final
Sacrificiu final este al șasealea și ultimul roman din seria Academia Vampirilor, scrisă de Richelle Mead. Varianta tradusă a fost publicată în România de Editura Leda.
Rose pe fugă, acuzată de omorârea Tatianei Ivashkov, fosta regină a Moroilor. La Curte, Lissa intră în cursa pentru a deveni noua regină pentru a câștiga timp pentru Rose și pentru a găsi dovezi care să-i dovedească nevinovăția. Când soarta tuturor Moroilor și-a Dhampirilor stă în cumpănă vor putea cele două prietene să facă un ultim sacrificiu pentru a se salva?

## Personaje
- Rosemarie "Rose" Hathaway - gardiana Lissei
- Sydney Sage - Alchimistă
- Vasilisa "Lissa" Dragomir - Moroi, ultima din familia regală Dragomir
- Dimitri Belikov - Dhampir, iubitul lui Rose inainte de a fi transformat in Strigoi
- Adrian Ivashkov - Moroi regal, iubitul lui Rose
- Mia Rinaldi - Moroi neregal
- Janine Hathaway - Dhampir, mama lui Rose
- Jill Mastrano - Moroi
- Abe Mazur - Moroi neregal, tatăl lui Rose